# Club Silvio Pettirossi
Club Silvio Pettirossi jest paragwajskim klubem piłkarskim z siedzibą w mieście Asunción w dzielnicy Republicano.

## Osiągnięcia
- Mistrz drugiej ligi paragwajskiej (Segunda división paraguaya) (2): 1969, 2007
- Mistrz trzeciej ligi paragwajskiej (Primera de Ascenso) (7): 1952, 1957, 1973, 1974, 1984, 1995, 2004

## Historia
Klub założony został 11 marca 1926. Inspiracją dla nazwy klubu był słynny paragwasjki pionier lotnictwa Silvio Pettirossi. W roku 2005 oddano do użytku nowy stadion klubu Estadio Benadet Pedrozo. Klub Silvio Pettirossi był przez większość czasu klubem z pogranicza drugiej i trzeciej ligi paragwajskiej. W roku 2004 po kolejnym wygraniu Primera de Ascenso wrócił do drugiej ligi (División Intermadia).